# Sasha Mäkilä

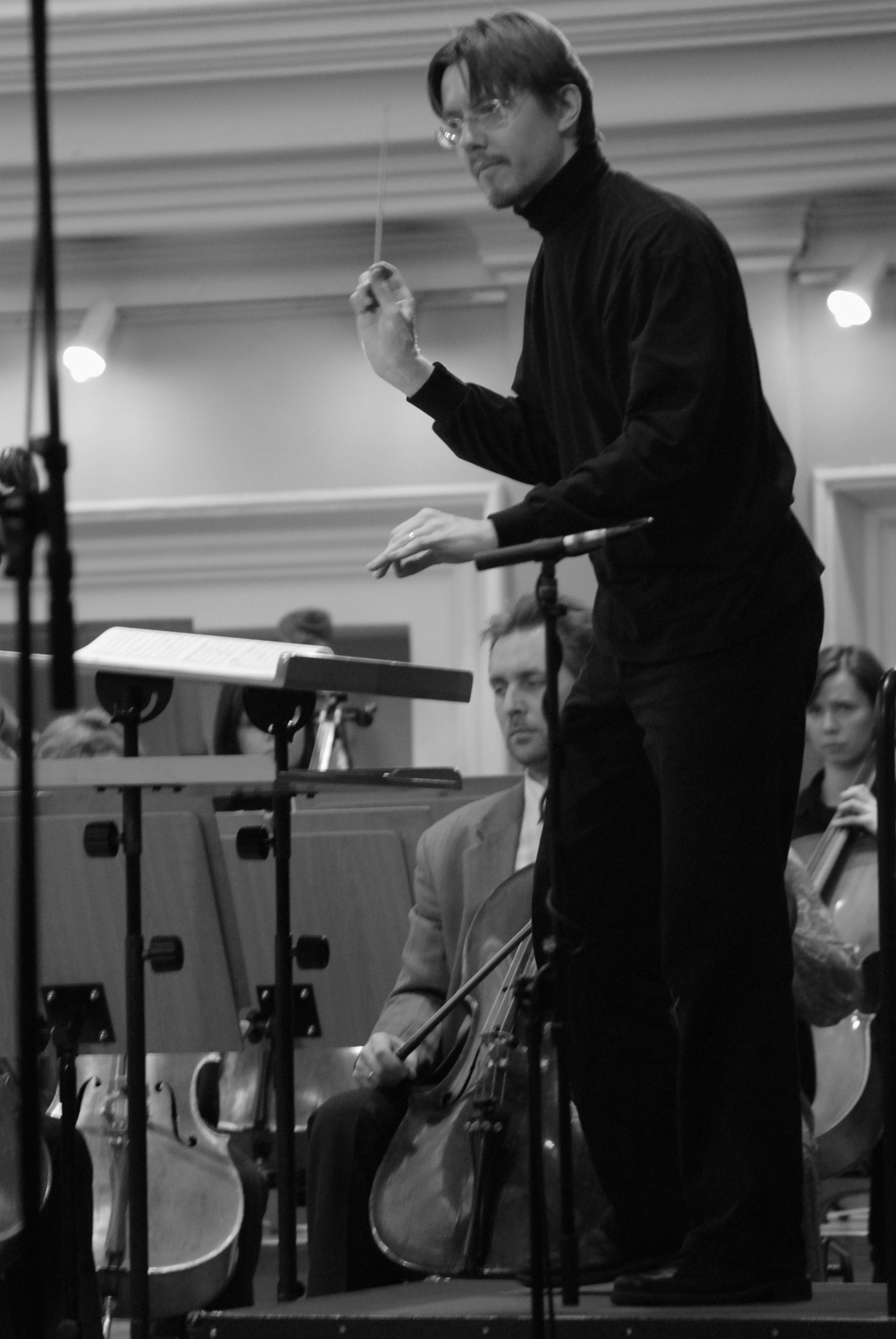
Sasha Mäkilä.

Sasha Aleksi Mäkilä, född 19 juni 1973, är en finländsk kapellmästare och för tillfället kapellmästarassistent vid Clevelands orkester.
Mäkilä är född i Kervo, Finland. Han studerade cello vid Helsingfors konservatorium och inledde sedan studier vid Rimskij-Korsakovkonservatoriet i Petersburg under ledning av Leonid Korchmar. 2004, ännu under sin studietid, utnämndes han till dirigent för Rysslands nationalbiblioteks symfoniorkester i Petersburg .
Senare studerade Mäkilä vid Sibelius-Akademin i Helsingfors under ledning av Leif Segerstam, och vid American Academy of Conducting i Aspen under ledning av David Zinman. Han har även deltagit i bl.a. Jurij Simonovs, Kurt Masurs och Jorma Panulas mästarkurser.
2005 var Mäkilä finalist i Suwons internationella kapellmästartävling i Sydkorea . 2006 vann han tredje pris i den sjätte internationella Vakhtang Jordania-kapellmästartävlingen i Förenta Staterna .
2007-2010 var Mäkilä Kurt Masurs kapellmästarassistent vid Orchestre National de France. Från och med september 2010 är han Franz Welser-Mösts kapellmästarassistent vid Clevelands orkester .
Mäkilä har gästdirigerat orkestrar i Europa, Förenta Staterna och Sydafrika. 2004 debuterade han på Helsingfors konservatorium som operakapellmästare. Han har dirigerat de första finländska framförandena av Philip Glass operor Les enfants terribles och In the Penal Colony. På hans kapellmästarrepertoar finns även ny finsk musik, komponerad av bl.a. Kalevi Aho och Jukka Tiensuu.